# Метцингер, Томас
Томас Метцингер (нем. Thomas Metzinger; род. 12 марта 1958, Франкфурт-на-Майне, Гессен, ФРГ) — немецкий философ и профессор теоретической философии в университете города Майнц. Основными областями его исследований являются философия сознания, методология нейронаук и нейроэтика.

## Биография
Метцингер изучал философию, этнологию и теологию в Университете Гёте во Франкфурте-на-Майне. В 1985 году он защитил там же докторскую диссертацию по теме проблемы душа — тело. В 1992 году он защитил ещё одну диссертацию для получения звания доцента в Гиссенском университете. В 2000 году он был приглашен на должность профессора философии когнитивных наук в Университете Оснабрюк, который он сменил через семь лет на университет города Майнца.
Метцингер был одним из основателей Ассоциации научного исследования сознания и с 1995 по 2008 год был членом правления, а с 2009 года был назначен на должность президента организации. С 2005 по 2007 год был президентом немецкого общества когнитивных наук, член[прояснить] научного сообщества Франкфуртского института дополнительного образования и член комиссии Стипендии Джоржано Бруно. В 2008—2009 годах Метцингер был членом научного сообщества в Берлине.

## Научная работа
С помощью философских методов и методов когнитологии Метцингер развил теорию «Я-модели», объясняющую целостность и рефлексивность нашего сознания. Частью этой программы является репрезентативная теория субъективности. Философ уже много лет занимается междисциплинарным развитием аналитической философии сознания. Метцингер считается одним из тех философов, которые особенно активно работают с нейробиологами и когнитологами. Например, он увлеченно занимается философской интерпретацией нейронных взаимодействий в сознании.
Другая область интересов Метцингера — прикладная этика. В этой сфере он пытается применить результаты антропологических исследований и философии сознания к теоретическим дебатам о морали. Так, под его руководством возник двуязычный портал по нейроэтике, содержащий специализированную библиографию. Метцингер является так же координатором исследовательской группы, которая занимается так называемым когнитивным ретранслятором (Cognitive Enhancers).

## Произведения
Монографии
- (1985) Новые доклады о проблеме души-тела. Peter Lang, Франкфурт-на-Майне, ISBN 3820489274
- (1993) Субъект и «Я»-модель Перспективность феноменального сознания в свете натуралистической теории ментальной репрезентации. mentis, Падеборн, ISBN 3897850818
- (2003) Быть никем. Теория субъективности и «Я»-модели. MIT Press, Кембридж, MA., ISBN 0262134179 (Hardcover)/ISBN 0262633086 (Paperback)
- (2009): Наука о мозге и миф о своем Я. Тоннель Эго = Der Ego-Tunnel. Eine neue Philosophie des Selbst: Von der Hirnforschung zur Bewusstseinsethik. — М.: «АСТ», 2017. — 426 с. — ISBN 978-5-17-091426-5.
- (2024) The Elephant and the Blind. Cambridge, MA, MIT Press ISBN 978-0-2625-4710-9

Издания
- (1995) Сознание — доклады из современной философии., Paderborn, mentis, Падеборн, ISBN 3897850125
- (1995) Сознательное переживание.. Imprint Academic, Thorverton und mentis, Падеборн, ISBN 090784510X (Hardcover)
- (2000) Нейронные взаимодействия в сознании — Эмпирические и концептуальные вопросы. MIT Press, Кембридж, MA., ISBN 0262133709 (Hardcover)
- (2006) Основной курс философии сознания — Том 1: Феноменальное сознание mentis, Падеборн, ISBN 3897855518
- (2007) Основной курс философии сознания — Том 2: Проблема души и тела mentis, Падеборн, ISBN 3897855526

DVD
- (2009) Философия сознания (5 DVD) - 15 лекций в Университете Йоханнеса Гутенберга (университете Майнца), семестр 2007/2008